# Гаснут на песке волны без следа
«Га́снут на песке́ во́лны без следа́» — песня из советского дебютного кинофильма «Зайчик» 1964 года режиссёра Леонида Быкова. Текст написан поэтом Кимом Рыжовым, музыка и саундтрек написаны композитором Андреем Петровым. Впервые прозвучала в исполнении самого режиссёра Быкова в его кинокомедии, хотя смысл песни трагичен.
В последующем песню «Гаснут на песке волны без следа» исполнял эстрадный певец Эдуард Хиль. Также песню исполнила актриса Елена Соловей в музыкальном фильме 1985 года «Голубые города», основанного на музыке композитора Андрея Петрова.

## История
Эдуард Хиль вспоминал запись песни «Гаснут на песке волны без следа» так:
Любопытная история произошла с теперь знаменитой песней Петрова и Кима Рыжова из фильма “Зайчик”. Там есть такие слова: “Если ты человек так бесследно уйдёшь, для чего ты живёшь? Если в сердце другом зажечь не смог ни мечты, ни надежд, ни тревог”. Эту песню я записал на радио. И на записи присутствовал актёр Леонид Быков, которому надо было в фильме её исполнить, но у него никак что-то не получалось. Он посидел, послушал и сказал: “Спасибо, я теперь знаю, как её надо петь”. Я потом записывал эту песню в Москве, и с оркестром Юрия Силантьева, и с оркестром электронных инструментов.

## Описание
Гаснут на песке волны без следа, ветер без следа улетает.

Разве человек может навсегда так уйти, как облако тает,

как слетает осенняя листва, как уходят ненужные слова?

Если ты, человек, так бесследно уйдёшь, для чего ты живёшь?

Даже с ночью день встретиться спешит, дарит ей зарю на рассвете.

Разве человек может жизнь прожить никому не нужным на свете?

Если в сердце другом зажечь не смог ни мечты, ни надежд, ни тревог.

Если ты, человек, так бесследно уйдёшь, для чего ты живёшь?

Если ты, человек, так бесследно уйдёшь, для чего ты живёшь?
Песня о доброй памяти, которую должен оставить о себе человек.
Плавно, в основном по аккордовым звукам, движется мелодия (словно при замедленном движении киноленты накатываются на берег и «гаснут без следа» волны). Эффект прихотливого извива мелодии, её необычайной развитости усилен обогащением гармонии, побочными ступенями и альтерациями, которые каждый раз по-новому освещают повороты вокальной линии.

Вместе с тем многие существенные детали гармонии (задержания, вспомогательные, проходящие звуки) придают звучанию живую трепетность. Интенсивное ладотональное развитие вызывает ощущение внутренней раскованности, гибкости. В немалой степени этому способствует нестандартное последование аккордовых комплексов.